# Polska Liga Koszykówki (2017/2018)
Polska Liga Koszykówki 2017/2018 lub Energa Basket Liga 2017/2018 – 84. edycja rozgrywek o tytuł mistrza Polski w koszykówce mężczyzn, po raz 71. organizowana w formule ligowej, a po raz 21. jako liga zawodowa (Polska Liga Koszykówki).
Zmagania toczą się systemem kołowym, z fazą play-off na zakończenie sezonu, a biorą w nich udział drużyny 17 najlepszych polskich klubów koszykarskich. Ich triumfator zostaje Mistrzem Polski, zaś najsłabsze drużyny relegowane są do I ligi polskiej. Czołowe zespoły klasyfikacji końcowej uzyskają prawo występów w europejskich pucharach w sezonie 2018/2019 (Ligi Mistrzów FIBA, bądź FIBA Europe Cup).
Tytuł mistrza Polski wywalczył Anwil Włocławek, pokonując w finale play-off BM Slam Stal Ostrów Wielkopolski 4:2.

## Zespoły

### Prawo gry
Spośród zespołów występujących w Polskiej Lidze Koszykówki w sezonie 2016/2017 zgodnie z regulaminem rozgrywek prawo do gry utracili Polfarmex Kutno oraz Siarka Tarnobrzeg, które zajęły odpowiednio 17. i 16. miejsce, w wyniku czego w sezonie 2017/18 zagrają w rozgrywkach I ligi.
Zespoły, które występowały w Polskiej Lidze Koszykówki w sezonie 2016/2017 i zachowały prawo do gry w tych rozgrywkach w sezonie 2017/2018 to:
- Anwil Włocławek,
- Asseco Gdynia,
- AZS Koszalin,
- BM SLAM Stal Ostrów Wielkopolski,
- Energa Czarni Słupsk,
- King Szczecin,
- Miasto Szkła Krosno,
- MKS Dąbrowa Górnicza,
- PGE Turów Zgorzelec,
- Polpharma Starogard Gdański,
- Polski Cukier Toruń,
- Rosa Radom,
- Start Lublin,
- Stelmet Enea BC Zielona Góra,
- Trefl Sopot.

Ponadto prawo gry w Polskiej Lidze Koszykówki w sezonie 2017/2018 uzyskali:
- Legia Warszawa (zwycięzca rozgrywek I ligi w sezonie 2016/2017)[3],
- GTK Gliwice (dzika karta)[4].

### Proces licencyjny
Kluby zainteresowane grą w Polskiej Lidze Koszykówki miały czas na zgłoszenie wniosku o grę w tych rozgrywkach do 14 lipca 2017 roku. Do procedury tej przystąpiło 17 drużyn: 15 występujących w Polskiej Lidze Koszykówki w sezonie 2016/2017 (Anwil, Asseco, AZS, Czarni, Miasto Szkła, MKS, Polpharma, Polski Cukier, Rosa, Stal, Start, Stelmet, Trefl, Turów, Wilki) a także mistrz I ligi w sezonie 2016/2017 (Legia) oraz drużyna, która wykupiła dziką kartę (GTK).
28 lipca PLK ogłosiła, iż licencje na grę w tych rozgrywkach w sezonie 2017/2018 otrzymały wszystkie 17 klubów: Anwil Włocławek, Asseco Gdynia, AZS Koszalin, BM Slam Stal Ostrów Wielkopolski, Czarni Słupsk, GTK Gliwice, King Szczecin, Legia Warszawa, Miasto Szkła Krosno, MKS Dąbrowa Górnicza, PGE Turów Zgorzelec, Polpharma Starogard Gdański, Polski Cukier Toruń, Rosa Radom, Stelmet Enea BC Zielona Góra, TBV Start Lublin oraz Trefl Sopot.

## System rozgrywek
Sezon 2017/2018 w polskiej lidze koszykówki zostanie zainaugurowany meczem o Superpuchar Polski, który zostanie rozegrany 27 września 2017 roku. Rozgrywki Polskiej Ligi Koszykówki rozpoczną się 30 września, kiedy to zostanie rozegrany pierwszy mecz pierwszej kolejki.
Sezon 2017/2018 tak jak poprzednia edycja będzie składał się z dwóch faz: sezonu zasadniczego oraz fazy play-off.
W sezonie zasadniczym wszystkie zespoły będą rywalizowały ze sobą w systemie „każdy z każdym”, w którym każdy z klubów rozegra z każdym z pozostałych po 2 mecze ligowe. Po zakończeniu tej części rozgrywek 8 najwyżej sklasyfikowanych klubów przystąpi do fazy play-off. W ćwierćfinałach zmierzą się ze sobą drużyny, które w sezonie zasadniczym zajęły miejsca 1. i 8. (1. para), 2. i 7. (2. para), 3. i 6. (3. para) oraz 4. i 5. (4. para). Awans do półfinałów wywalczy w każdej z par zwycięzca 3 meczów, z kolei przegrani odpadną z dalszej rywalizacji i zostaną sklasyfikowani na miejscach 5–8 na podstawie miejsca zajętego w sezonie zasadniczym. W półfinałach rywalizować ze sobą będą zwycięzcy 1. i 4. pary ćwierćfinałowej oraz pary 2. i 3. Podobnie jak w ćwierćfinałach, również w półfinałach zwycięży klub, który wygra 3 spotkania. Drużyny, które tego dokonały zmierzą się ze sobą w finale, który toczył się będzie do wygrania przez któregoś z jego uczestników 4 meczów, a przegrani par półfinałowych zagrają ze sobą w meczu o trzecie miejsce, który rozegrany będzie do 2 zwycięstw.
Zespół które w sezonie zasadniczym zajmie 17. miejsce straci prawo do gry w rozgrywkach organizowanych przez Polską Ligę Koszykówki w sezonie 2018/19.

## Sezon zasadniczy

### Tabela
awans do play-off
     spadek z ligi
| Lp. | Drużyna                          | M  | Mecze | Mecze | Punkty | Punkty | Punkty | Punkty   | Pkt |
| Lp. | Drużyna                          | M  | W     | P     | +      | -      | +/-    | Stosunek | Pkt |
| --- | -------------------------------- | -- | ----- | ----- | ------ | ------ | ------ | -------- | --- |
| 1.  | Anwil Włocławek                  | 32 | 24    | 8     | 2732   | 2366   | +366   | 1,1547   | 56  |
| 2.  | BM Slam Stal Ostrów Wielkopolski | 32 | 23    | 9     | 2586   | 2350   | +236   | 1,1004   | 55  |
| 3.  | Polski Cukier Toruń              | 32 | 23    | 9     | 2730   | 2427   | +303   | 1,1248   | 55  |
| 4.  | Stelmet Enea BC Zielona Góra     | 32 | 21    | 11    | 2738   | 2505   | +233   | 1,0930   | 53  |
| 5.  | Rosa Radom                       | 32 | 20    | 12    | 2659   | 2531   | +128   | 1,0506   | 52  |
| 6.  | MKS Dąbrowa Górnicza             | 32 | 20    | 12    | 2642   | 2477   | +165   | 1,0666   | 52  |
| 7.  | King Szczecin                    | 32 | 18    | 14    | 2656   | 2583   | +73    | 1,0283   | 50  |
| 8.  | PGE Turów Zgorzelec              | 32 | 18    | 14    | 2722   | 2707   | +15    | 1,0055   | 50  |
| 9.  | TBV Start Lublin                 | 32 | 17    | 15    | 2619   | 2588   | +31    | 1,0120   | 49  |
| 10. | Trefl Sopot                      | 32 | 17    | 15    | 2568   | 2519   | +49    | 1,0195   | 49  |
| 11. | Asseco Gdynia                    | 32 | 17    | 15    | 2607   | 2650   | -43    | 0,9838   | 49  |
| 12. | Polpharma Starogard Gdański      | 32 | 15    | 17    | 2525   | 2575   | -50    | 0,9806   | 47  |
| 13. | AZS Koszalin                     | 32 | 11    | 21    | 2506   | 2756   | -250   | 0,9093   | 43  |
| 14. | GTK Gliwice                      | 32 | 10    | 22    | 2548   | 2756   | -208   | 0,9245   | 42  |
| 15. | Miasto Szkła Krosno              | 32 | 8     | 24    | 2481   | 2711   | -230   | 0,9152   | 40  |
| 16. | Legia Warszawa                   | 32 | 5     | 27    | 2449   | 2823   | -374   | 0,8675   | 37  |
| 17. | Czarni Słupsk                    | 32 | 5     | 27    | 1463   | 1907   | -444   | 0,7672   | 24  |

- Czarni Słupsk wycofali się w trakcie rozgrywek.

### Wyniki
| Gospodarz/Gość                   | WLO      | GDY    | KOS      | OST      | SLU      | GLI    | SZC      | WAR     | KRO    | DGR      | ZGO      | STG    | TOR    | RAD      | ZGR     | LUB     | SOP    |
| -------------------------------- | -------- | ------ | -------- | -------- | -------- | ------ | -------- | ------- | ------ | -------- | -------- | ------ | ------ | -------- | ------- | ------- | ------ |
| Anwil Włocławek                  | —        | 92:105 | 93:85    | 78:76    | 114:80   | 95:88  | 69:74    | 107:66  | 68:66  | 83:63    | 98:74    | 106:56 | 81:74  | 86:65    | 57:70   | 80:57   | 80:69  |
| Asseco Gdynia                    | 89:109   | —      | 83:81    | 78:79    | 81:77    | 84:80  | 85:82    | 90:78   | 87:85  | 89:87    | 78:79    | 86:81  | 69:87  | 83:82    | 70:71   | 92:82   | 78:81  |
| AZS Koszalin                     | 80:91    | 66:84  | —        | 69:92    | 81:85    | 90:97  | 98:92    | 84:76   | 89:84  | 70:86    | 82:80    | 81:86  | 63:90  | 85:92    | 82:80   | 85:89   | 82:72  |
| BM Slam Stal Ostrów Wielkopolski | 76:83    | 76:80  | 80:83    | —        | 76:74    | 96:94  | 91:101   | 75:60   | 82:66  | 81:74    | 93:78    | 95:73  | 76:70  | 80:96    | 78:70   | 81:63   | 90:86  |
| Czarni Słupsk                    | wo. 0:20 | 82:73  | wo. 0:20 | wo. 0:20 | —        | 92:82  | wo. 0:20 | 83:75   | 88:93  | wo. 0:20 | wo. 0:20 | 78:97  | 64:80  | wo. 0:20 | 70:79   | 89:88   | 51:88  |
| GTK Gliwice                      | 75:94    | 88:68  | 82:73    | 83:92    | wo. 20:0 | —      | 84:89    | 94:101  | 67:84  | 83:77    | 82:78    | 91:92  | 83:97  | 96:73    | 65:88   | 90:73   | 83:94  |
| King Szczecin                    | 70:85    | 90:87  | 100:77   | 77:82    | 96:83    | 87:65  | —        | 86:66   | 101:96 | 88:82    | 75:66    | 66:87  | 77:89  | 94:103   | 74:62   | 84:76   | 95:82  |
| Legia Warszawa                   | 60:95    | 76:87  | 103:68   | 63:75    | 77:75    | 78:88  | 74:84    | —       | 101:84 | 77:81    | 71:81    | 60:82  | 67:85  | 89:98    | 78:95   | 71:83   | 63:87  |
| Miasto Szkła Krosno              | 57:88    | 73:82  | 106:117  | 60:96    | wo. 20:0 | 82:76  | 98:95    | 91:78   | —      | 80:84    | 66:87    | 71:78  | 76:91  | 85:103   | 95:97   | 69:71   | 85:81  |
| MKS Dąbrowa Górnicza             | 86:84    | 101:74 | 79:56    | 68:73    | 87:83    | 106:84 | 84:73    | 90:73   | 96:86  | —        | 107:85   | 71:75  | 89:76  | 89:80    | 86:83   | 99:82   | 82:74  |
| PGE Turów Zgorzelec              | 99:96    | 73:82  | 106:78   | 80:76    | 82:81    | 120:86 | 89:82    | 105:83  | 87:81  | 84:95    | —        | 88:76  | 97:88  | 83:80    | 106:104 | 123:111 | 99:100 |
| Polpharma Starogard Gdański      | 73:80    | 106:82 | 68:76    | 67:106   | wo. 20:0 | 95:72  | 80:69    | 101:105 | 64:72  | 90:79    | 84:80    | —      | 78:93  | 89:71    | 82:77   | 72:78   | 90:94  |
| Polski Cukier Toruń              | 89:80    | 87:79  | 111:87   | 65:83    | wo. 20:0 | 117:65 | 109:101  | 98:59   | 92:75  | 88:81    | 92:80    | 87:74  | —      | 72:78    | 83:74   | 98:84   | 105:75 |
| Rosa Radom                       | 65:79    | 89:74  | 75:92    | 80:74    | 91:78    | 86:64  | 90:77    | 94:72   | 92:80  | 95:76    | 109:82   | 83:62  | 83:68  | —        | 72:80   | 72:70   | 78:93  |
| Stelmet Enea BC Zielona Góra     | 94:83    | 86:93  | 102:79   | 92:80    | wo. 20:0 | 91:90  | 103:100  | 100:89  | 100:76 | 83:70    | 102:64   | 98:91  | 100:76 | 88:91    | —       | 94:72   | 90:94  |
| TBV Start Lublin                 | 97:100   | 78:76  | 92:74    | 57:70    | 107:50   | 90:65  | 77:81    | 95:85   | 75:62  | 60:89    | 91:83    | 96:75  | 77:63  | 101:97   | 82:81   | —       | 84:72  |
| Trefl Sopot                      | 88:78    | 66:59  | 100:73   | 82:86    | wo. 20:0 | 74:86  | 64:76    | 82:75   | 98:77  | 85:78    | 78:84    | 84:81  | 72:90  | 90:76    | 77:84   | 66:81   | —      |

### Statystyki po sezonie zasadniczym

#### Liderzy statystyk indywidualnych według średniej
| Kategoria                  | Gracz               | Drużyna                          | Wynik |
| -------------------------- | ------------------- | -------------------------------- | ----- |
| Punkty                     | Anthony Beane       | Legia Warszawa                   | 22,35 |
| Zbiórki                    | D.J. Shelton        | MKS Dąbrowa Górnicza             | 10,06 |
| Asysty                     | Aaron Johnson       | BM Slam Stal Ostrów Wielkopolski | 7,7   |
| Przechwyty                 | Martynas Paliukėnas | King Szczecin                    | 2,03  |
| Bloki                      | Adam Łapeta         | BM Slam Stal Ostrów Wielkopolski | 1,93  |
| Straty                     | Justin Watts        | Czarni Słupsk                    | 3,54  |
| Faule                      | Cheikh Mbodj        | Polski Cukier Toruń              | 3,31  |
| Czas gry                   | Chavaughn Lewis     | TBV Start Lublin                 | 33:11 |
| Skuteczność z gry          | Vladimir Dragičević | Stelmet Enea BC Zielona Góra     | 71,6% |
| Skuteczność rzutów wolnych | Joe Thomasson       | Polpharma Starogard Gdański      | 92,7% |
| Skuteczność za 3           | Glenn Cosey         | Polski Cukier Toruń              | 47,8% |
| Eval                       | Vladimir Dragičević | Stelmet Enea BC Zielona Góra     | 22,0  |

#### Rekordy
| Kategoria        | Gracz          | Drużyna                     | Wynik |
| ---------------- | -------------- | --------------------------- | ----- |
| Punkty           | Anthony Beane  | Legia Warszawa              | 41    |
| Zbiórki          | Brad Waldow    | PGE Turów Zgorzelec         | 22    |
| Asysty           | Quinton Hooker | GTK Gliwice                 | 16    |
| Przechwyty       | Obie Trotter   | Trefl Sopot                 | 7     |
| Bloki            | Ihor Zajcew    | Rosa Radom                  | 7     |
| Celne rzuty za 3 | Marcin Flieger | Polpharma Starogard Gdański | 8     |

#### Liderzy statystyk drużynowych według średniej
| Kategoria                    | Drużyna                          | Wynik |
| ---------------------------- | -------------------------------- | ----- |
| Punkty                       | Stelmet Enea BC Zielona Góra     | 87,7  |
| Zbiórki                      | Czarni Słupsk                    | 38,05 |
| Asysty                       | Stelmet Enea BC Zielona Góra     | 21,9  |
| Przechwyty                   | Anwil Włocławek                  | 9,03  |
| Bloki                        | BM Slam Stal Ostrów Wielkopolski | 3,13  |
| Straty                       | Polpharma Starogard Gdański      | 14,5  |
| Skuteczność z gry            | Polski Cukier Toruń              | 50,5% |
| Skuteczność z rzutów wolnych | Polski Cukier Toruń              | 78,9% |
| Skuteczność za 3             | Polski Cukier Toruń              | 40,6% |

### Nagrody
Nagrody przyznane zostały po głosowaniu trenerów wszystkich klubów występujących w lidze.
- Najbardziej wartościowy zawodnik sezonu: Ivan Almeida
- Najlepsza piątka sezonu: Aaron Johnson, Michał Sokołowski, Ivan Almeida, Aaron Cel, Vladimir Dragičević
- Najlepszy zawodnik w obronie:  Martynas Paliukėnas
- Najlepszy polski zawodnik: Michał Sokołowski
- Najlepszy trener: Dejan Mihevc

## Faza play-off
|  |             |                                  |             |                                  |   |          |                                  |          |  |  |       |       |       |
|  | Ćwierćfinał | Ćwierćfinał                      | Ćwierćfinał |                                  |   | Półfinał | Półfinał                         | Półfinał |  |  | Finał | Finał | Finał |
|  | Ćwierćfinał | Ćwierćfinał                      | Ćwierćfinał |                                  |   | Półfinał | Półfinał                         | Półfinał |  |  | Finał | Finał | Finał |
|  |             |                                  |             |                                  |   |          |                                  |          |  |  |       |       |       |
|  |             |                                  |             |                                  |   |          |                                  |          |  |  |       |       |       |
|  | 1           | Anwil Włocławek                  | 3           |                                  |   |          |                                  |          |  |  |       |       |       |
|  | 1           | Anwil Włocławek                  | 3           |                                  |   |          |                                  |          |  |  |       |       |       |
|  | 8           | PGE Turów Zgorzelec              | 0           |                                  |   |          |                                  |          |  |  |       |       |       |
|  | 8           | PGE Turów Zgorzelec              | 0           |                                  |   | 1        | Anwil Włocławek                  | 3        |  |  |       |       |       |
|  |             |                                  |             |                                  |   | 1        | Anwil Włocławek                  | 3        |  |  |       |       |       |
|  |             |                                  | 4           | Stelmet Enea BC Zielona Góra     | 2 |          |                                  |          |  |  |       |       |       |
|  | 4           | Stelmet Enea BC Zielona Góra     | 4           | Stelmet Enea BC Zielona Góra     | 2 | 3        |                                  |          |  |  |       |       |       |
|  | 4           | Stelmet Enea BC Zielona Góra     |             |                                  |   |          |                                  |          |  |  |       |       |       |
|  | 5           | Rosa Radom                       | 1           |                                  |   |          |                                  |          |  |  |       |       |       |
|  | 5           | Rosa Radom                       | 1           |                                  |   | 1        | Anwil Włocławek                  | 4        |  |  |       |       |       |
|  |             |                                  |             |                                  |   |          |                                  |          |  |  |       |       |       |
|  |             |                                  | 2           | BM Slam Stal Ostrów Wielkopolski | 2 |          |                                  |          |  |  |       |       |       |
|  | 2           | BM Slam Stal Ostrów Wielkopolski | 2           | BM Slam Stal Ostrów Wielkopolski | 2 | 3        |                                  |          |  |  |       |       |       |
|  | 2           | BM Slam Stal Ostrów Wielkopolski |             |                                  |   |          |                                  |          |  |  |       |       |       |
|  | 7           | King Szczecin                    | 0           |                                  |   |          |                                  |          |  |  |       |       |       |
|  | 7           | King Szczecin                    | 0           |                                  |   | 2        | BM Slam Stal Ostrów Wielkopolski | 3        |  |  |       |       |       |
|  |             |                                  |             |                                  |   | 2        | BM Slam Stal Ostrów Wielkopolski | 3        |  |  |       |       |       |
|  |             |                                  | 3           | Polski Cukier Toruń              | 1 |          |                                  |          |  |  |       |       |       |
|  | 3           | Polski Cukier Toruń              | 3           | Polski Cukier Toruń              | 1 | 3        |                                  |          |  |  |       |       |       |
|  | 3           | Polski Cukier Toruń              |             |                                  |   |          |                                  |          |  |  |       |       |       |
|  | 6           | MKS Dąbrowa Górnicza             | 0           |                                  |   |          |                                  |          |  |  |       |       |       |
|  | 6           | MKS Dąbrowa Górnicza             | 0           |                                  |   |          |                                  |          |  |  |       |       |       |

o 3. miejsce
|  |              |                              |         |
|  | O 3. miejsce |                              |         |
|  |              |                              |         |
|  |              |                              |         |
|  |              |                              |         |
|  | 4            | Stelmet Enea BC Zielona Góra | 1 (182) |
|  | 4            | Stelmet Enea BC Zielona Góra | 1 (182) |
|  | 3            | Polski Cukier Toruń          | 1 (200) |
|  | 3            | Polski Cukier Toruń          | 1 (200) |
|  |              |                              |         |

### Ćwierćfinały
| 26 kwietnia 2018 20:00 | Raport | Anwil Włocławek 86 – 76 PGE Turów Zgorzelec      | Anwil Włocławek 86 – 76 PGE Turów Zgorzelec | Anwil Włocławek 86 – 76 PGE Turów Zgorzelec     |  | Hala Mistrzów, Włocławek Widownia: 3270 Sędziowie: Tomasz Trawicki, Marcin Koralewski, Łukasz Andrzejewski |
| 26 kwietnia 2018 20:00 | Raport | Rezultaty w kwartach: 21-20, 27-21, 17-13, 21-22 |                                             |                                                 |  | Hala Mistrzów, Włocławek Widownia: 3270 Sędziowie: Tomasz Trawicki, Marcin Koralewski, Łukasz Andrzejewski |
| 26 kwietnia 2018 20:00 | Raport | Pkt: Almeida 17 Zb: Sobin 13 As: Hosley 7        |                                             | Pkt: Camphor 19 Zb: Camphor 6 As: Skibniewski 6 |  | Hala Mistrzów, Włocławek Widownia: 3270 Sędziowie: Tomasz Trawicki, Marcin Koralewski, Łukasz Andrzejewski |

| 28 kwietnia 2018 20:15 | Raport | Anwil Włocławek 86 – 72 PGE Turów Zgorzelec      | Anwil Włocławek 86 – 72 PGE Turów Zgorzelec | Anwil Włocławek 86 – 72 PGE Turów Zgorzelec             |  | Hala Mistrzów, Włocławek Widownia: 3599 Sędziowie: Marek Maliszewski, Marcin Koralewski, Michał Sosin |
| 28 kwietnia 2018 20:15 | Raport | Rezultaty w kwartach: 23-23, 26-14, 22-14, 15-21 |                                             |                                                         |  | Hala Mistrzów, Włocławek Widownia: 3599 Sędziowie: Marek Maliszewski, Marcin Koralewski, Michał Sosin |
| 28 kwietnia 2018 20:15 | Raport | Pkt: Almeida 17 Zb: Leończyk 7 As: Hosley 10     |                                             | Pkt: Ayers 18 Zb: Ayers 9 As: Ayers, Camphor po 5 każdy |  | Hala Mistrzów, Włocławek Widownia: 3599 Sędziowie: Marek Maliszewski, Marcin Koralewski, Michał Sosin |

| 1 maja 2018 20:00 | Raport | PGE Turów Zgorzelec 72 – 93 Anwil Włocławek                          | PGE Turów Zgorzelec 72 – 93 Anwil Włocławek | PGE Turów Zgorzelec 72 – 93 Anwil Włocławek   |  | PGE Turów Arena, Zgorzelec Widownia: 1630 Sędziowie: Michał Proc, Adam Wierzman, Bartłomiej Kucharski |
| 1 maja 2018 20:00 | Raport | Rezultaty w kwartach: 13-19, 16-23, 26-26, 17-25                     |                                             |                                               |  | PGE Turów Arena, Zgorzelec Widownia: 1630 Sędziowie: Michał Proc, Adam Wierzman, Bartłomiej Kucharski |
| 1 maja 2018 20:00 | Raport | Pkt: Skibniewski 15 Zb: Waldow 5 As: Camphor, Skibniewski po 4 każdy |                                             | Pkt: Łączyński 20 Zb: Sobin 7 As: Łączyński 7 |  | PGE Turów Arena, Zgorzelec Widownia: 1630 Sędziowie: Michał Proc, Adam Wierzman, Bartłomiej Kucharski |
| 1 maja 2018 20:00 | Raport | Anwil Włocławek wygrywa serię 3-0.                                   |                                             |                                               |  | PGE Turów Arena, Zgorzelec Widownia: 1630 Sędziowie: Michał Proc, Adam Wierzman, Bartłomiej Kucharski |

| 26 kwietnia 2018 17:45 | Raport | Stelmet Enea BC Zielona Góra 104 – 97 Rosa Radom | Stelmet Enea BC Zielona Góra 104 – 97 Rosa Radom | Stelmet Enea BC Zielona Góra 104 – 97 Rosa Radom |  | Hala widowiskowo-sportowa CRS, Zielona Góra Widownia: 2725 Sędziowie: Jakub Zamojski, Tomasz Trojanowski, Jan Piróg |
| 26 kwietnia 2018 17:45 | Raport | Rezultaty w kwartach: 24-25, 22-21, 25-21, 33-30 |                                                  |                                                  |  | Hala widowiskowo-sportowa CRS, Zielona Góra Widownia: 2725 Sędziowie: Jakub Zamojski, Tomasz Trojanowski, Jan Piróg |
| 26 kwietnia 2018 17:45 | Raport | Pkt: Dragičević 29 Zb: Savović 11 As: Koszarek 9 |                                                  | Pkt: English 27 Zb: Zegzuła 5 As: Harrow 5       |  | Hala widowiskowo-sportowa CRS, Zielona Góra Widownia: 2725 Sędziowie: Jakub Zamojski, Tomasz Trojanowski, Jan Piróg |

| 28 kwietnia 2018 17:45 | Raport | Stelmet Enea BC Zielona Góra 86 – 94 Rosa Radom           | Stelmet Enea BC Zielona Góra 86 – 94 Rosa Radom | Stelmet Enea BC Zielona Góra 86 – 94 Rosa Radom                 | OT | Hala widowiskowo-sportowa CRS, Zielona Góra Widownia: 3009 Sędziowie: Piotr Pastusiak, Dariusz Zapolski, Bartosz Puzoń |
| 28 kwietnia 2018 17:45 | Raport | Rezultaty w kwartach: 17-20, 28-19, 15-26, 19-14 OT: 7-15 |                                                 |                                                                 | OT | Hala widowiskowo-sportowa CRS, Zielona Góra Widownia: 3009 Sędziowie: Piotr Pastusiak, Dariusz Zapolski, Bartosz Puzoń |
| 28 kwietnia 2018 17:45 | Raport | Pkt: Dragičević 26 Zb: Savović 10 As: Koszarek 10         |                                                 | Pkt: Harrow 25 Zb: English 12 As: Harrow, Sokołowski po 5 każdy | OT | Hala widowiskowo-sportowa CRS, Zielona Góra Widownia: 3009 Sędziowie: Piotr Pastusiak, Dariusz Zapolski, Bartosz Puzoń |

| 1 maja 2018 17:45 | Raport | Rosa Radom 60 – 71 Stelmet Enea BC Zielona Góra  | Rosa Radom 60 – 71 Stelmet Enea BC Zielona Góra | Rosa Radom 60 – 71 Stelmet Enea BC Zielona Góra   |  | Hala sportowa MOSiR, Radom Sędziowie: Janusz Calik, Wojciech Liszka, Mariusz Nawrocki |
| 1 maja 2018 17:45 | Raport | Rezultaty w kwartach: 21-30, 19-10, 10-8, 10-23  |                                                 |                                                   |  | Hala sportowa MOSiR, Radom Sędziowie: Janusz Calik, Wojciech Liszka, Mariusz Nawrocki |
| 1 maja 2018 17:45 | Raport | Pkt: Sokołowski 19 Zb: Fraser 8 As: Sokołowski 3 |                                                 | Pkt: Gecevičius 17 Zb: Zamojski 10 As: Koszarek 5 |  | Hala sportowa MOSiR, Radom Sędziowie: Janusz Calik, Wojciech Liszka, Mariusz Nawrocki |

| 3 maja 2018 20:00 | Raport | Rosa Radom 83 – 93 Stelmet Enea BC Zielona Góra                 | Rosa Radom 83 – 93 Stelmet Enea BC Zielona Góra | Rosa Radom 83 – 93 Stelmet Enea BC Zielona Góra                    |  | Hala sportowa MOSiR, Radom Sędziowie: Marek Ćmikiewicz, Robert Mordal, Damian Ottenburger |
| 3 maja 2018 20:00 | Raport | Rezultaty w kwartach: 23-19, 15-18, 23-21, 22-35                |                                                 |                                                                    |  | Hala sportowa MOSiR, Radom Sędziowie: Marek Ćmikiewicz, Robert Mordal, Damian Ottenburger |
| 3 maja 2018 20:00 | Raport | Pkt: Sokołowski 17 Zb: English, Fraser po 7 każdy As: English 6 |                                                 | Pkt: Savović 21 Zb: Dragičević, Savović po 6 każdy As: Koszarek 11 |  | Hala sportowa MOSiR, Radom Sędziowie: Marek Ćmikiewicz, Robert Mordal, Damian Ottenburger |
| 3 maja 2018 20:00 | Raport | Stelmet Enea BC Zielona Góra wygrywa serię 3-1.                 |                                                 |                                                                    |  | Hala sportowa MOSiR, Radom Sędziowie: Marek Ćmikiewicz, Robert Mordal, Damian Ottenburger |

| 27 kwietnia 2018 17:45 | Raport | BM Slam Stal Ostrów Wielkopolski 78 – 71 King Szczecin     | BM Slam Stal Ostrów Wielkopolski 78 – 71 King Szczecin | BM Slam Stal Ostrów Wielkopolski 78 – 71 King Szczecin           |  | Hala Sportowa SP nr 2, Ostrów Wielkopolski Sędziowie: Marcin Kowalski, Paweł Białas, Karol Nowak |
| 27 kwietnia 2018 17:45 | Raport | Rezultaty w kwartach: 25-17, 15-23, 15-13, 23-18           |                                                        |                                                                  |  | Hala Sportowa SP nr 2, Ostrów Wielkopolski Sędziowie: Marcin Kowalski, Paweł Białas, Karol Nowak |
| 27 kwietnia 2018 17:45 | Raport | Pkt: Holt 14 Zb: Škifić 8 As: Majewski, Ochońko po 4 każdy |                                                        | Pkt: Paliukėnas 18 Zb: Harris 9 As: Kikowski, Medlock po 3 każdy |  | Hala Sportowa SP nr 2, Ostrów Wielkopolski Sędziowie: Marcin Kowalski, Paweł Białas, Karol Nowak |

| 29 kwietnia 2018 20:00 | Raport | BM Slam Stal Ostrów Wielkopolski 88 – 79 King Szczecin          | BM Slam Stal Ostrów Wielkopolski 88 – 79 King Szczecin | BM Slam Stal Ostrów Wielkopolski 88 – 79 King Szczecin             |  | Hala Sportowa SP nr 2, Ostrów Wielkopolski Sędziowie: Marek Ćmikiewicz, Arnaud Kom Njilo, Damian Ottenburger |
| 29 kwietnia 2018 20:00 | Raport | Rezultaty w kwartach: 17-27, 22-16, 26-17, 23-19                |                                                        |                                                                    |  | Hala Sportowa SP nr 2, Ostrów Wielkopolski Sędziowie: Marek Ćmikiewicz, Arnaud Kom Njilo, Damian Ottenburger |
| 29 kwietnia 2018 20:00 | Raport | Pkt: Chyliński 17 Zb: Łapeta, Marković po 9 każdy As: Johnson 6 |                                                        | Pkt: Kikowski 18 Zb: Diduszko 8 As: czterech zawodników po 2 każdy |  | Hala Sportowa SP nr 2, Ostrów Wielkopolski Sędziowie: Marek Ćmikiewicz, Arnaud Kom Njilo, Damian Ottenburger |

| 2 maja 2018 17:45 | Raport | King Szczecin 73 – 91 BM Slam Stal Ostrów Wielkopolski | King Szczecin 73 – 91 BM Slam Stal Ostrów Wielkopolski | King Szczecin 73 – 91 BM Slam Stal Ostrów Wielkopolski |  | Netto Arena, Szczecin Sędziowie: Jakub Zamojski, Łukasz Jankowski, Maciej Dębowski |
| 2 maja 2018 17:45 | Raport | Rezultaty w kwartach: 19-20, 10-26, 30-15, 14-30       |                                                        |                                                        |  | Netto Arena, Szczecin Sędziowie: Jakub Zamojski, Łukasz Jankowski, Maciej Dębowski |
| 2 maja 2018 17:45 | Raport | Pkt: Kowalczyk 21 Zb: Bartosz 7 As: Kowalczyk 5        |                                                        | Pkt: Johnson 18 Zb: Škifić 8 As: Johnson 5             |  | Netto Arena, Szczecin Sędziowie: Jakub Zamojski, Łukasz Jankowski, Maciej Dębowski |
| 2 maja 2018 17:45 | Raport | BM Slam Stal Ostrów Wielkopolski wygrywa serię 3-0.    |                                                        |                                                        |  | Netto Arena, Szczecin Sędziowie: Jakub Zamojski, Łukasz Jankowski, Maciej Dębowski |

| 27 kwietnia 2018 20:00 | Raport | Polski Cukier Toruń 83 – 72 MKS Dąbrowa Górnicza | Polski Cukier Toruń 83 – 72 MKS Dąbrowa Górnicza | Polski Cukier Toruń 83 – 72 MKS Dąbrowa Górnicza |  | Arena Toruń, Toruń Widownia: 2020 Sędziowie: Janusz Calik, Wojciech Liszka, Tomasz Szczurewski |
| 27 kwietnia 2018 20:00 | Raport | Rezultaty w kwartach: 23-19, 25-18, 23-23, 12-12 |                                                  |                                                  |  | Arena Toruń, Toruń Widownia: 2020 Sędziowie: Janusz Calik, Wojciech Liszka, Tomasz Szczurewski |
| 27 kwietnia 2018 20:00 | Raport | Pkt: Cosey 20 Zb: Cel 10 As: Cosey 7             |                                                  | Pkt: Shelton 15 Zb: Shelton 7 As: Novak 6        |  | Arena Toruń, Toruń Widownia: 2020 Sędziowie: Janusz Calik, Wojciech Liszka, Tomasz Szczurewski |

| 29 kwietnia 2018 12:40 | Raport | Polski Cukier Toruń 73 – 63 MKS Dąbrowa Górnicza | Polski Cukier Toruń 73 – 63 MKS Dąbrowa Górnicza | Polski Cukier Toruń 73 – 63 MKS Dąbrowa Górnicza |  | Arena Toruń, Toruń Widownia: 1436 Sędziowie: Dariusz Zapolski, Jakub Pietrzak, Bartosz Puzoń |
| 29 kwietnia 2018 12:40 | Raport | Rezultaty w kwartach: 19-14, 15-16, 22-17, 17-16 |                                                  |                                                  |  | Arena Toruń, Toruń Widownia: 1436 Sędziowie: Dariusz Zapolski, Jakub Pietrzak, Bartosz Puzoń |
| 29 kwietnia 2018 12:40 | Raport | Pkt: Gruszecki 22 Zb: Cel 6 As: Newbill 4        |                                                  | Pkt: Broussard 15 Zb: Shelton 9 As: Wołoszyn 6   |  | Arena Toruń, Toruń Widownia: 1436 Sędziowie: Dariusz Zapolski, Jakub Pietrzak, Bartosz Puzoń |

| 2 maja 2018 20:15 | Raport | MKS Dąbrowa Górnicza 69 – 84 Polski Cukier Toruń | MKS Dąbrowa Górnicza 69 – 84 Polski Cukier Toruń | MKS Dąbrowa Górnicza 69 – 84 Polski Cukier Toruń |  | Hala Widowiskowo-Sportowa Centrum, Dąbrowa Górnicza Widownia: 1000 Sędziowie: Marek Maliszewski, Dariusz Lenczowski, Tomasz Trybalski |
| 2 maja 2018 20:15 | Raport | Rezultaty w kwartach: 13-26, 22-23, 9-19, 25-16  |                                                  |                                                  |  | Hala Widowiskowo-Sportowa Centrum, Dąbrowa Górnicza Widownia: 1000 Sędziowie: Marek Maliszewski, Dariusz Lenczowski, Tomasz Trybalski |
| 2 maja 2018 20:15 | Raport | Pkt: Shelton 21 Zb: Shelton 13 As: Novak 7       |                                                  | Pkt: Gruszecki 20 Zb: Gruszecki 5 As: Cosey 6    |  | Hala Widowiskowo-Sportowa Centrum, Dąbrowa Górnicza Widownia: 1000 Sędziowie: Marek Maliszewski, Dariusz Lenczowski, Tomasz Trybalski |
| 2 maja 2018 20:15 | Raport | Polski Cukier Toruń wygrywa serię 3-0.           |                                                  |                                                  |  | Hala Widowiskowo-Sportowa Centrum, Dąbrowa Górnicza Widownia: 1000 Sędziowie: Marek Maliszewski, Dariusz Lenczowski, Tomasz Trybalski |

### Półfinały
| 11 maja 2018 17:45 | Raport | Anwil Włocławek 98 – 84 Stelmet Enea BC Zielona Góra                            | Anwil Włocławek 98 – 84 Stelmet Enea BC Zielona Góra | Anwil Włocławek 98 – 84 Stelmet Enea BC Zielona Góra |  | Hala Mistrzów, Włocławek Widownia: 3899 Sędziowie: Janusz Calik, Dariusz Zapolski, Mariusz Nawrocki |
| 11 maja 2018 17:45 | Raport | Rezultaty w kwartach: 23-13, 30-24, 30-26, 15-21                                |                                                      |                                                      |  | Hala Mistrzów, Włocławek Widownia: 3899 Sędziowie: Janusz Calik, Dariusz Zapolski, Mariusz Nawrocki |
| 11 maja 2018 17:45 | Raport | Pkt: Almeida 22 Zb: Almeida, Hosley po 8 każdy As: trzech zawodników po 4 każdy |                                                      | Pkt: Gecevičius 16 Zb: Hrycaniuk 7 As: Koszarek 6    |  | Hala Mistrzów, Włocławek Widownia: 3899 Sędziowie: Janusz Calik, Dariusz Zapolski, Mariusz Nawrocki |

| 13 maja 2018 12:40 | Raport | Anwil Włocławek 74 – 90 Stelmet Enea BC Zielona Góra             | Anwil Włocławek 74 – 90 Stelmet Enea BC Zielona Góra | Anwil Włocławek 74 – 90 Stelmet Enea BC Zielona Góra                    |  | Hala Mistrzów, Włocławek Widownia: 3882 Sędziowie: Janusz Calik, Tomasz Trawicki, Arnaud Kom Njilo |
| 13 maja 2018 12:40 | Raport | Rezultaty w kwartach: 20-27, 15-16, 17-26, 22-21                 |                                                      |                                                                         |  | Hala Mistrzów, Włocławek Widownia: 3882 Sędziowie: Janusz Calik, Tomasz Trawicki, Arnaud Kom Njilo |
| 13 maja 2018 12:40 | Raport | Pkt: Airington 14 Zb: Almeida, Leończyk po 7 każdy As: Almeida 7 |                                                      | Pkt: Dragičević 21 Zb: Dragičević 9 As: Florence, Gecevičius po 8 każdy |  | Hala Mistrzów, Włocławek Widownia: 3882 Sędziowie: Janusz Calik, Tomasz Trawicki, Arnaud Kom Njilo |

| 16 maja 2018 17:45 | Raport | Stelmet Enea BC Zielona Góra 107 – 104 Anwil Włocławek                              | Stelmet Enea BC Zielona Góra 107 – 104 Anwil Włocławek | Stelmet Enea BC Zielona Góra 107 – 104 Anwil Włocławek | OT | Hala widowiskowo-sportowa CRS, Zielona Góra Widownia: 4065 Sędziowie: Tomasz Trawicki, Dariusz Zapolski, Bartosz Puzoń |
| 16 maja 2018 17:45 | Raport | Rezultaty w kwartach: 21-24, 24-17, 23-22, 22-27 OT: 17-14                          |                                                        |                                                        | OT | Hala widowiskowo-sportowa CRS, Zielona Góra Widownia: 4065 Sędziowie: Tomasz Trawicki, Dariusz Zapolski, Bartosz Puzoń |
| 16 maja 2018 17:45 | Raport | Pkt: Florence 34 Zb: Koszarek, Savović po 7 każdy As: Florence, Koszarek po 7 każdy |                                                        | Pkt: Almeida 23 Zb: Łączyński 8 As: Airington 6        | OT | Hala widowiskowo-sportowa CRS, Zielona Góra Widownia: 4065 Sędziowie: Tomasz Trawicki, Dariusz Zapolski, Bartosz Puzoń |

| 18 maja 2018 17:45 | Raport | Stelmet Enea BC Zielona Góra 87 – 88 Anwil Włocławek | Stelmet Enea BC Zielona Góra 87 – 88 Anwil Włocławek | Stelmet Enea BC Zielona Góra 87 – 88 Anwil Włocławek |  | Hala widowiskowo-sportowa CRS, Zielona Góra Widownia: 4426 Sędziowie: Marek Maliszewski, Dariusz Zapolski, Marcin Koralewski |
| 18 maja 2018 17:45 | Raport | Rezultaty w kwartach: 19-23, 15-28, 26-21, 27-16     |                                                      |                                                      |  | Hala widowiskowo-sportowa CRS, Zielona Góra Widownia: 4426 Sędziowie: Marek Maliszewski, Dariusz Zapolski, Marcin Koralewski |
| 18 maja 2018 17:45 | Raport | Pkt: Koszarek 29 Zb: Savović 9 As: Koszarek 4        |                                                      | Pkt: Almeida 20 Zb: Nowakowski 7 As: Łączyński 10    |  | Hala widowiskowo-sportowa CRS, Zielona Góra Widownia: 4426 Sędziowie: Marek Maliszewski, Dariusz Zapolski, Marcin Koralewski |

| 21 maja 2018 17:45 | Raport | Anwil Włocławek 85 – 83 Stelmet Enea BC Zielona Góra | Anwil Włocławek 85 – 83 Stelmet Enea BC Zielona Góra | Anwil Włocławek 85 – 83 Stelmet Enea BC Zielona Góra |  | Hala Mistrzów, Włocławek Widownia: 3989 Sędziowie: Janusz Calik, Tomasz Trawicki, Adam Wierzman |
| 21 maja 2018 17:45 | Raport | Rezultaty w kwartach: 14-25, 21-20, 12-20, 38-18     |                                                      |                                                      |  | Hala Mistrzów, Włocławek Widownia: 3989 Sędziowie: Janusz Calik, Tomasz Trawicki, Adam Wierzman |
| 21 maja 2018 17:45 | Raport | Pkt: Hosley 22 Zb: Almeida 6 As: Łączyński 7         |                                                      | Pkt: Savović 19 Zb: Savović 8 As: Koszarek 10        |  | Hala Mistrzów, Włocławek Widownia: 3989 Sędziowie: Janusz Calik, Tomasz Trawicki, Adam Wierzman |
| 21 maja 2018 17:45 | Raport | Anwil Włocławek wygrywa serię 3-2.                   |                                                      |                                                      |  | Hala Mistrzów, Włocławek Widownia: 3989 Sędziowie: Janusz Calik, Tomasz Trawicki, Adam Wierzman |

| 10 maja 2018 17:45 | Raport | BM Slam Stal Ostrów Wielkopolski 82 – 76 Polski Cukier Toruń | BM Slam Stal Ostrów Wielkopolski 82 – 76 Polski Cukier Toruń | BM Slam Stal Ostrów Wielkopolski 82 – 76 Polski Cukier Toruń |  | Hala Sportowa SP nr 2, Ostrów Wielkopolski Sędziowie: Piotr Pastusiak, Michał Proc, Michał Sosin |
| 10 maja 2018 17:45 | Raport | Rezultaty w kwartach: 17-17, 24-24, 24-21, 17-14             |                                                              |                                                              |  | Hala Sportowa SP nr 2, Ostrów Wielkopolski Sędziowie: Piotr Pastusiak, Michał Proc, Michał Sosin |
| 10 maja 2018 17:45 | Raport | Pkt: Marković 19 Zb: Škifić 9 As: Johnson 8                  |                                                              | Pkt: Mbodj 27 Zb: Mbodj 6 As: Cosey 6                        |  | Hala Sportowa SP nr 2, Ostrów Wielkopolski Sędziowie: Piotr Pastusiak, Michał Proc, Michał Sosin |

| 12 maja 2018 20:15 | Raport | BM Slam Stal Ostrów Wielkopolski 82 – 81 Polski Cukier Toruń | BM Slam Stal Ostrów Wielkopolski 82 – 81 Polski Cukier Toruń | BM Slam Stal Ostrów Wielkopolski 82 – 81 Polski Cukier Toruń |  | Hala Sportowa SP nr 2, Ostrów Wielkopolski Sędziowie: Jakub Zamojski, Wojciech Liszka, Łukasz Jankowski |
| 12 maja 2018 20:15 | Raport | Rezultaty w kwartach: 14-22, 26-17, 22-21, 20-21             |                                                              |                                                              |  | Hala Sportowa SP nr 2, Ostrów Wielkopolski Sędziowie: Jakub Zamojski, Wojciech Liszka, Łukasz Jankowski |
| 12 maja 2018 20:15 | Raport | Pkt: Kostrzewski 23 Zb: Łapeta 9 As: Johnson 11              |                                                              | Pkt: Newbill 34 Zb: Cel 8 As: Newbill 4                      |  | Hala Sportowa SP nr 2, Ostrów Wielkopolski Sędziowie: Jakub Zamojski, Wojciech Liszka, Łukasz Jankowski |

| 15 maja 2018 17:45 | Raport | Polski Cukier Toruń 84 – 78 BM Slam Stal Ostrów Wielkopolski | Polski Cukier Toruń 84 – 78 BM Slam Stal Ostrów Wielkopolski | Polski Cukier Toruń 84 – 78 BM Slam Stal Ostrów Wielkopolski |  | Arena Toruń, Toruń Widownia: 3059 Sędziowie: Marcin Kowalski, Marek Maliszewski, Marcin Koralewski |
| 15 maja 2018 17:45 | Raport | Rezultaty w kwartach: 17-20, 22-20, 24-25, 21-13             |                                                              |                                                              |  | Arena Toruń, Toruń Widownia: 3059 Sędziowie: Marcin Kowalski, Marek Maliszewski, Marcin Koralewski |
| 15 maja 2018 17:45 | Raport | Pkt: Cosey 24 Zb: Diduszko 7 As: Cosey 7                     |                                                              | Pkt: Kostrzewski 18 Zb: Kostrzewski 10 As: Johnson 7         |  | Arena Toruń, Toruń Widownia: 3059 Sędziowie: Marcin Kowalski, Marek Maliszewski, Marcin Koralewski |

| 17 maja 2018 17:45 | Raport | Polski Cukier Toruń 78 – 92 BM Slam Stal Ostrów Wielkopolski | Polski Cukier Toruń 78 – 92 BM Slam Stal Ostrów Wielkopolski | Polski Cukier Toruń 78 – 92 BM Slam Stal Ostrów Wielkopolski |  | Arena Toruń, Toruń Widownia: 2850 Sędziowie: Janusz Calik, Michał Proc, Adam Wierzman |
| 17 maja 2018 17:45 | Raport | Rezultaty w kwartach: 14-22, 24-24, 19-26, 21-20             |                                                              |                                                              |  | Arena Toruń, Toruń Widownia: 2850 Sędziowie: Janusz Calik, Michał Proc, Adam Wierzman |
| 17 maja 2018 17:45 | Raport | Pkt: Cosey 14 Zb: trzech zawodników po 5 każdy As: Cosey 3   |                                                              | Pkt: Johnson 20 Zb: Łapeta 9 As: Johnson 7                   |  | Arena Toruń, Toruń Widownia: 2850 Sędziowie: Janusz Calik, Michał Proc, Adam Wierzman |
| 17 maja 2018 17:45 | Raport | BM Slam Stal Ostrów Wielkopolski wygrywa serię 3-1.          |                                                              |                                                              |  | Arena Toruń, Toruń Widownia: 2850 Sędziowie: Janusz Calik, Michał Proc, Adam Wierzman |

### Mecz o 3. miejsce
| 27 maja 2018 16:50 | Raport | Stelmet Enea BC Zielona Góra 95 – 117 Polski Cukier Toruń | Stelmet Enea BC Zielona Góra 95 – 117 Polski Cukier Toruń | Stelmet Enea BC Zielona Góra 95 – 117 Polski Cukier Toruń                       |  | Hala widowiskowo-sportowa CRS, Zielona Góra Widownia: 3004 Sędziowie: Marcin Kowalski, Marcin Koralewski, Michał Chrakowiecki |
| 27 maja 2018 16:50 | Raport | Rezultaty w kwartach: 29-23, 24-27, 15-21, 27-46          |                                                           |                                                                                 |  | Hala widowiskowo-sportowa CRS, Zielona Góra Widownia: 3004 Sędziowie: Marcin Kowalski, Marcin Koralewski, Michał Chrakowiecki |
| 27 maja 2018 16:50 | Raport | Pkt: Dragičević 17 Zb: Zamojski 6 As: Koszarek 9          |                                                           | Pkt: Cosey 26 Zb: Newbill, Sulima po 5 każdy As: czterech zawodników po 3 każdy |  | Hala widowiskowo-sportowa CRS, Zielona Góra Widownia: 3004 Sędziowie: Marcin Kowalski, Marcin Koralewski, Michał Chrakowiecki |

| 29 maja 2018 20:05 | Raport | Polski Cukier Toruń 83 – 87 Stelmet Enea BC Zielona Góra | Polski Cukier Toruń 83 – 87 Stelmet Enea BC Zielona Góra | Polski Cukier Toruń 83 – 87 Stelmet Enea BC Zielona Góra           |  | Arena Toruń, Toruń Widownia: 2850 Sędziowie: Dariusz Zapolski, Mariusz Nawrocki, Bartosz Puzoń |
| 29 maja 2018 20:05 | Raport | Rezultaty w kwartach: 23-21, 20-18, 23-24, 17-24         |                                                          |                                                                    |  | Arena Toruń, Toruń Widownia: 2850 Sędziowie: Dariusz Zapolski, Mariusz Nawrocki, Bartosz Puzoń |
| 29 maja 2018 20:05 | Raport | Pkt: Gruszecki 18 Zb: Cel 10 As: Cel 5                   |                                                          | Pkt: trzech zawodników po 16 każdy Zb: Hrycaniuk 5 As: Koszarek 13 |  | Arena Toruń, Toruń Widownia: 2850 Sędziowie: Dariusz Zapolski, Mariusz Nawrocki, Bartosz Puzoń |
| 29 maja 2018 20:05 | Raport | Polski Cukier Toruń wygrywa serię 200:182                |                                                          |                                                                    |  | Arena Toruń, Toruń Widownia: 2850 Sędziowie: Dariusz Zapolski, Mariusz Nawrocki, Bartosz Puzoń |

### Finał
| 24 maja 2018 20:30 | Raport | Anwil Włocławek 62 – 61 BM Slam Stal Ostrów Wielkopolski | Anwil Włocławek 62 – 61 BM Slam Stal Ostrów Wielkopolski | Anwil Włocławek 62 – 61 BM Slam Stal Ostrów Wielkopolski |  | Hala Mistrzów, Włocławek Widownia: 3899 Sędziowie: Piotr Pastusiak, Marek Maliszewski, Michał Sosin |
| 24 maja 2018 20:30 | Raport | Rezultaty w kwartach: 12-18, 19-15, 17-9, 14-19          |                                                          |                                                          |  | Hala Mistrzów, Włocławek Widownia: 3899 Sędziowie: Piotr Pastusiak, Marek Maliszewski, Michał Sosin |
| 24 maja 2018 20:30 | Raport | Pkt: Sobin 19 Zb: Sobin 8 As: Łączyński 6                |                                                          | Pkt: Łapeta 16 Zb: Kostrzewski 11 As: Johnson 10         |  | Hala Mistrzów, Włocławek Widownia: 3899 Sędziowie: Piotr Pastusiak, Marek Maliszewski, Michał Sosin |

| 26 maja 2018 17:45 | Raport | Anwil Włocławek 77 – 83 BM Slam Stal Ostrów Wielkopolski | Anwil Włocławek 77 – 83 BM Slam Stal Ostrów Wielkopolski | Anwil Włocławek 77 – 83 BM Slam Stal Ostrów Wielkopolski |  | Hala Mistrzów, Włocławek Widownia: 3899 Sędziowie: Marcin Kowalski, Tomasz Trawicki, Adam Wierzman |
| 26 maja 2018 17:45 | Raport | Rezultaty w kwartach: 24-14, 22-24, 14-19, 17-26         |                                                          |                                                          |  | Hala Mistrzów, Włocławek Widownia: 3899 Sędziowie: Marcin Kowalski, Tomasz Trawicki, Adam Wierzman |
| 26 maja 2018 17:45 | Raport | Pkt: Almeida 19 Zb: Airington 7 As: Airington 4          |                                                          | Pkt: Marković 17 Zb: Łapeta 7 As: Carter 6               |  | Hala Mistrzów, Włocławek Widownia: 3899 Sędziowie: Marcin Kowalski, Tomasz Trawicki, Adam Wierzman |

| 28 maja 2018 18:00 | Raport | BM Slam Stal Ostrów Wielkopolski 80 – 82 Anwil Włocławek | BM Slam Stal Ostrów Wielkopolski 80 – 82 Anwil Włocławek | BM Slam Stal Ostrów Wielkopolski 80 – 82 Anwil Włocławek        |  | Hala Sportowa SP nr 2, Ostrów Wielkopolski Sędziowie: Janusz Calik, Dariusz Zapolski, Bartosz Puzoń |
| 28 maja 2018 18:00 | Raport | Rezultaty w kwartach: 22-18, 20-20, 29-20, 9-24          |                                                          |                                                                 |  | Hala Sportowa SP nr 2, Ostrów Wielkopolski Sędziowie: Janusz Calik, Dariusz Zapolski, Bartosz Puzoń |
| 28 maja 2018 18:00 | Raport | Pkt: Johnson 15 Zb: Kostrzewski 8 As: Johnson 6          |                                                          | Pkt: Zyskowski 17 Zb: Sobin 8 As: Almeida, Łączyński po 3 każdy |  | Hala Sportowa SP nr 2, Ostrów Wielkopolski Sędziowie: Janusz Calik, Dariusz Zapolski, Bartosz Puzoń |

| 30 maja 2018 20:30 | Raport | BM Slam Stal Ostrów Wielkopolski 69 – 67 Anwil Włocławek    | BM Slam Stal Ostrów Wielkopolski 69 – 67 Anwil Włocławek | BM Slam Stal Ostrów Wielkopolski 69 – 67 Anwil Włocławek |  | Hala Sportowa SP nr 2, Ostrów Wielkopolski Sędziowie: Piotr Pastusiak, Marek Maliszewski, Michał Proc |
| 30 maja 2018 20:30 | Raport | Rezultaty w kwartach: 19-23, 18-11, 21-15, 11-18            |                                                          |                                                          |  | Hala Sportowa SP nr 2, Ostrów Wielkopolski Sędziowie: Piotr Pastusiak, Marek Maliszewski, Michał Proc |
| 30 maja 2018 20:30 | Raport | Pkt: Holt 20 Zb: Marković, Surmacz po 6 każdy As: Johnson 5 |                                                          | Pkt: Almeida 19 Zb: Sobin 6 As: Hosley 5                 |  | Hala Sportowa SP nr 2, Ostrów Wielkopolski Sędziowie: Piotr Pastusiak, Marek Maliszewski, Michał Proc |

| 2 czerwca 2018 12:30 | Raport | Anwil Włocławek 84 – 80 BM Slam Stal Ostrów Wielkopolski           | Anwil Włocławek 84 – 80 BM Slam Stal Ostrów Wielkopolski | Anwil Włocławek 84 – 80 BM Slam Stal Ostrów Wielkopolski          |  | Hala Mistrzów, Włocławek Widownia: 3899 Sędziowie: Janusz Calik, Dariusz Zapolski, Michał Proc |
| 2 czerwca 2018 12:30 | Raport | Rezultaty w kwartach: 19-27, 25-17, 16-25, 24-11                   |                                                          |                                                                   |  | Hala Mistrzów, Włocławek Widownia: 3899 Sędziowie: Janusz Calik, Dariusz Zapolski, Michał Proc |
| 2 czerwca 2018 12:30 | Raport | Pkt: Łączyński 22 Zb: Almeida, Leończyk po 6 każdy As: Łączyński 7 |                                                          | Pkt: Carter 18 Zb: Kostrzewski 8 As: trzech zawodników po 3 każdy |  | Hala Mistrzów, Włocławek Widownia: 3899 Sędziowie: Janusz Calik, Dariusz Zapolski, Michał Proc |

| 4 czerwca 2018 18:00 | Raport | BM Slam Stal Ostrów Wielkopolski 65 – 73 Anwil Włocławek         | BM Slam Stal Ostrów Wielkopolski 65 – 73 Anwil Włocławek | BM Slam Stal Ostrów Wielkopolski 65 – 73 Anwil Włocławek |  | Hala Sportowa SP nr 2, Ostrów Wielkopolski Sędziowie: Marcin Kowalski, Tomasz Trawicki, Adam Wierzman |
| 4 czerwca 2018 18:00 | Raport | Rezultaty w kwartach: 17-28, 19-17, 18-9, 11-19                  |                                                          |                                                          |  | Hala Sportowa SP nr 2, Ostrów Wielkopolski Sędziowie: Marcin Kowalski, Tomasz Trawicki, Adam Wierzman |
| 4 czerwca 2018 18:00 | Raport | Pkt: Marković 16 Zb: Carter, Kostrzewski po 5 każdy As: Carter 5 |                                                          | Pkt: Airington 17 Zb: Almeida 7 As: Łączyński 8          |  | Hala Sportowa SP nr 2, Ostrów Wielkopolski Sędziowie: Marcin Kowalski, Tomasz Trawicki, Adam Wierzman |
| 4 czerwca 2018 18:00 | Raport | Anwil Włocławek wygrał serię 4-2 i został mistrzem Polski.       |                                                          |                                                          |  | Hala Sportowa SP nr 2, Ostrów Wielkopolski Sędziowie: Marcin Kowalski, Tomasz Trawicki, Adam Wierzman |

## Klasyfikacja końcowa
| Lp. | Drużyna                          |
| --- | -------------------------------- |
|     | Anwil Włocławek                  |
|     | BM Slam Stal Ostrów Wielkopolski |
|     | Polski Cukier Toruń              |
| 4.  | Stelmet Enea BC Zielona Góra     |
| 5.  | Rosa Radom                       |
| 6.  | MKS Dąbrowa Górnicza             |
| 7.  | King Szczecin                    |
| 8.  | PGE Turów Zgorzelec              |
| 9.  | TBV Start Lublin                 |
| 10. | Trefl Sopot                      |
| 11. | Asseco Gdynia                    |
| 12. | Polpharma Starogard Gdański      |
| 13. | AZS Koszalin                     |
| 14. | GTK Gliwice                      |
| 15. | Miasto Szkła Krosno              |
| 16. | Legia Warszawa                   |
| 17. | Czarni Słupsk                    |